# Xaver Bernauer
Franz Xaver Bernauer (* 3. Dezember 1768 in Staufen im Breisgau; † 3. Februar 1831 ebenda) war ein deutscher Orgelbauer, der in der Übergangszeit vom Barock zum Klassizismus tätig war.

## Leben
Bernauers Leben und Werk hat der Orgelsachverständige Bernd Sulzmann (1940–1999) erforscht und umfassend in einem Aufsatz behandelt.
Xaver Bernauer war das einzige Kind des Orgelbauers Blasius Bernauer und dessen Frau Maria Brendtlin. Aus seiner Ehe mit Ursula Müller aus Staufen, die er dort am 24. August 1795 heiratete, gingen – jedenfalls nach den Standesbüchern in Staufen – keine Kinder hervor.
Das Handwerk des Orgelbauers lernte Xaver Bernauer bei seinem Vater, dem er schon mit 14 Jahren als vollwertige Kraft diente. Ab 1790 führte er das Geschäft, war aber wegen der Wirren der Koalitionskriege gezwungen, zunächst außerhalb Staufens in Dattingen (Ortsteil von Müllheim) mit einem Schreiner zusammenzuarbeiten. Nach der Rückkehr nach Staufen übernahm er zahlreiche Aufträge, wobei er, wie schon sein Vater, in einem sehr großen Arbeitsgebiet tätig war, von der Nordschweiz bis in die Ortenau und vom Oberelsass bis in die Baar. „In den meist armen Gemeinden waren kleine, billige und gute Orgeln gefragt, mit denen Blasius und Xaver Bernauer schnell aufwarten konnten, da manche Instrumente schon vorgefertigt in der Werkstatt standen.“ Schon in den Jahren 1817 bis 1820 war Xaver Bernauer unterstützungsbedürftig, 1823 geriet er in Gant (Konkurs), nach seinem Tod 1831 musste seine Witwe sein „Handwerksgeschirr“ verkaufen, um einen Rechtstitel der Gemeinde Tüllingen über 50 Gulden erfüllen zu können.

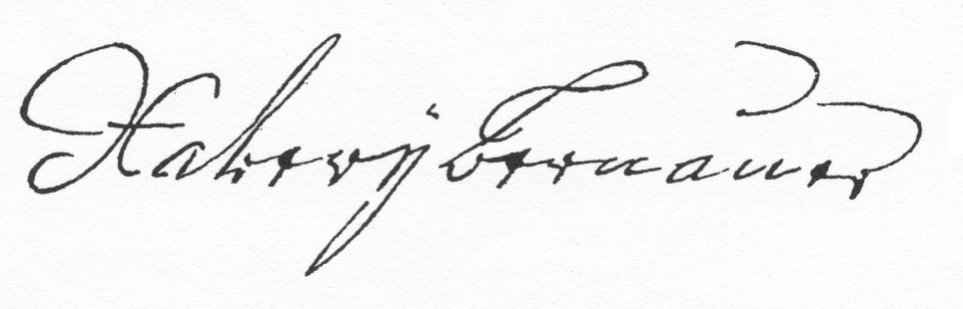
Unterschrift von Xaver Bernauer

Pfarrer und Bürgermeister seiner Heimatstadt schrieben 1827: „Was die Geschicklichkeit des Orgelmachers Bernauer anbelangt, so ist hierüber in hiesiger Gegend und im Oberlande kein Zweifel mehr. Über seine gelieferten Arbeiten herrscht allgemeines Lob.“ Überall sei „man mit seiner Arbeit nicht nur nach Vollendung derselben, sondern auch bis auf diese Stunde sehr zufrieden.“ Den ihm erteilten Auftrag zum Bau einer Orgel für die Martinskirche in Staufen konnte Xaver Bernauer aber nicht abschließen. „Schade“, notierte der Pfarrer in das Totenbuch, „daß dieser große Künstler arm, in der Mitte des Baues einer hiesigen Orgel für diese Pfarrkirche, diese Welt verließ.“

## Werke
Das Schicksal der Werke von Blasius und Xaver Bernauer kommentiert Bernd Sulzmann: „Von der fast 70 Jahre währenden Aktivität der Orgelmacher ist nicht mehr viel übrig geblieben. Immerhin reichen diese Reste aus, um ihre solide Arbeitsweise auch unserer Zeit zu dokumentieren und die Meister nicht ganz in Vergessenheit geraten zu lassen. Die Tragik ihres Lebensweges hat sich auf ihre Schöpfungen übertragen.“
Die bekannten Überbleibsel von Xaver Bernauers Instrumenten werden nach ihren aktuellen Standorten aufgelistet:

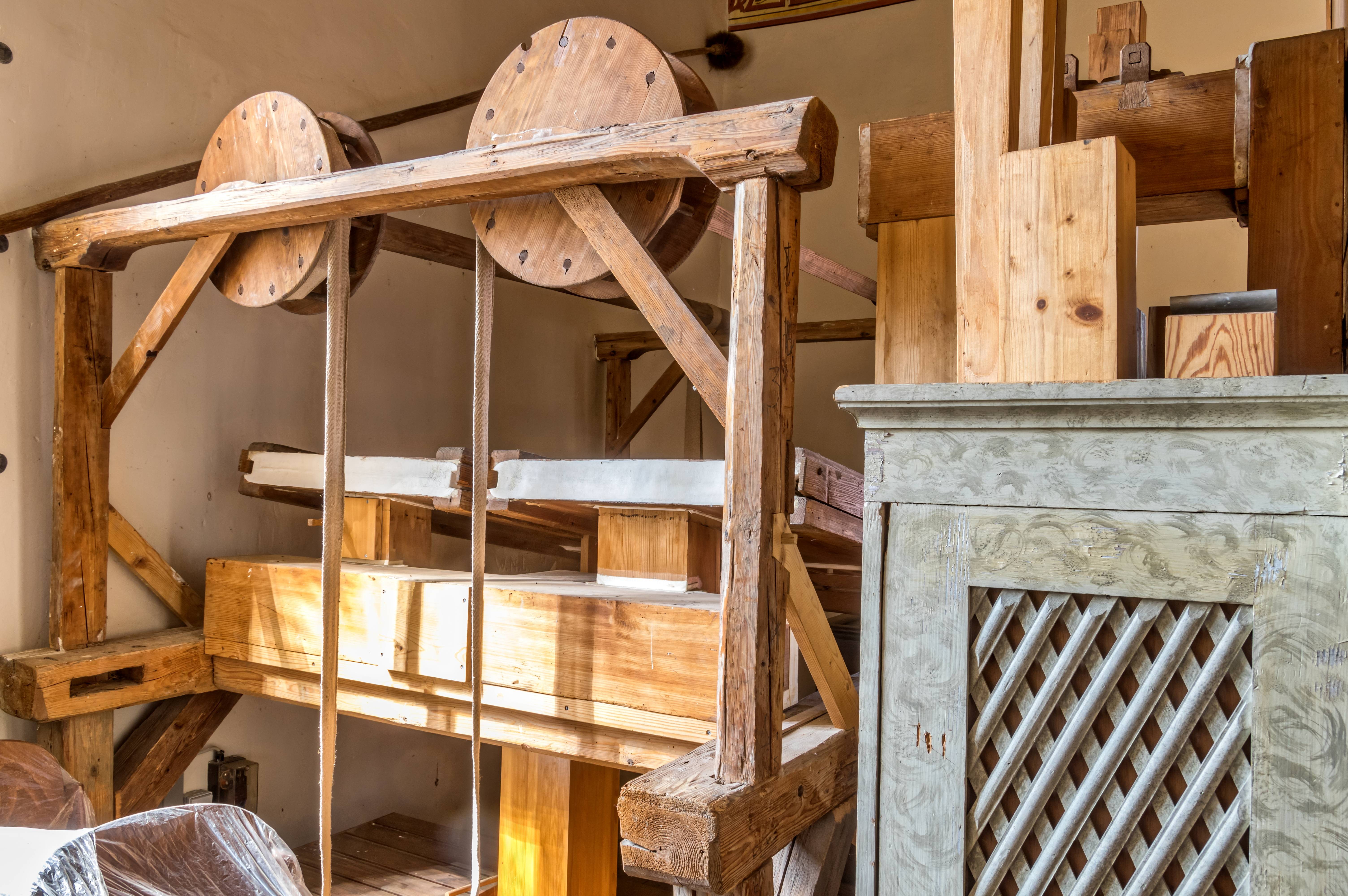
Die Blasebälge der Orgel in St. Ilgen

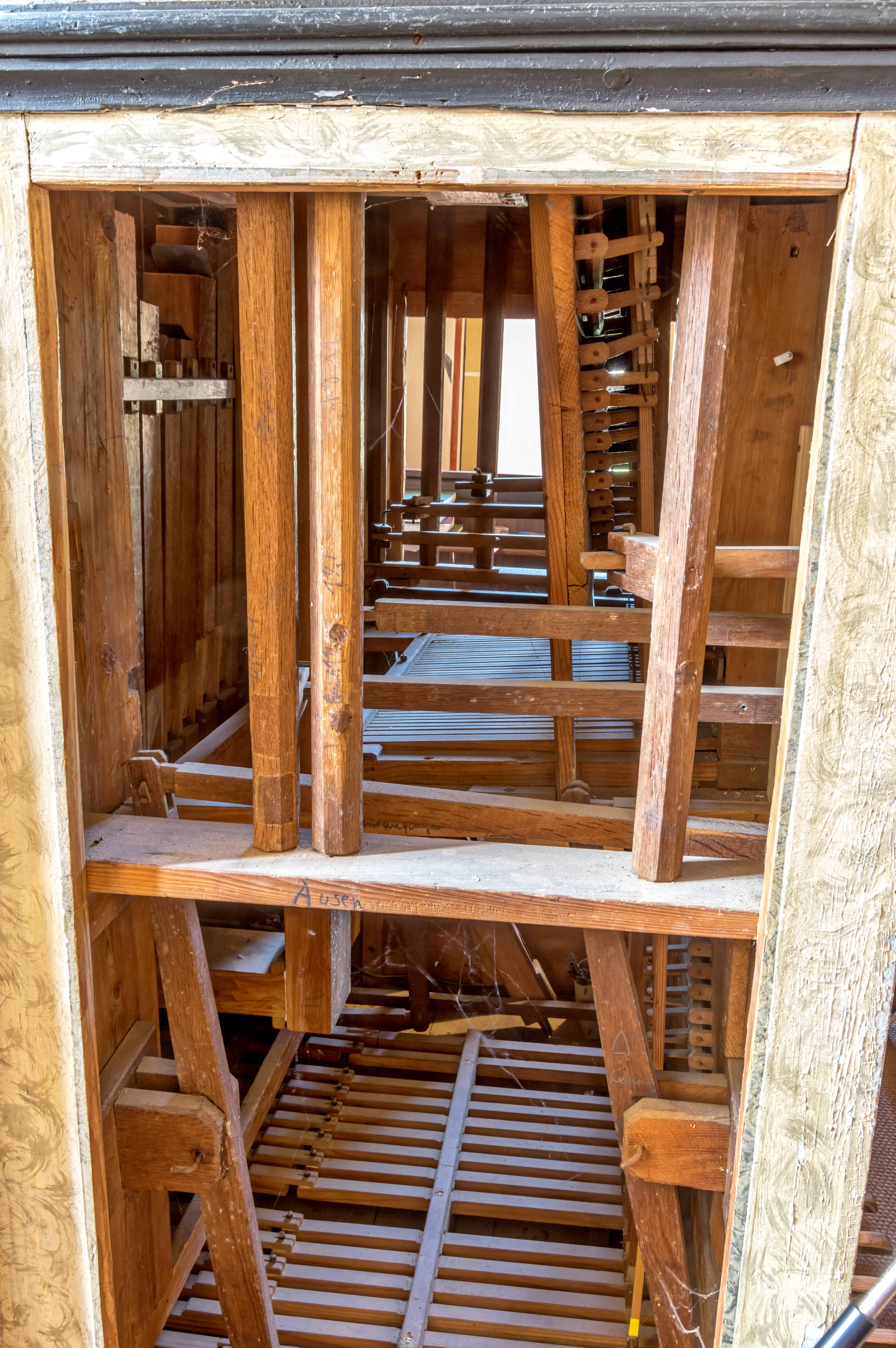
Blick in das Orgelgehäuse in St. Ilgen

### St. Ilgen
1800 erhielt Xaver Bernauer den Auftrag zum Bau einer neuen Orgel für die Pfarrkirche St. Cyriak in Sulzburg. Dort fand er ein Instrument des aus diesem Ort stammenden Orgelbauers Sebastian Fichslin (Füchslin) von etwa 1719 vor. Unter Verwendung des vorhandenen Gehäuses stellte er eine neue Orgel her, die heute unter Denkmalschutz steht – das Gehäuse ist eines der ältesten in Baden und die einzige sichtbare Erinnerung an Sebastian Fichslin und die Orgel selbst ist neben der in Fischingen das am vollständigsten erhaltene Werk Xaver Bernauers. Von ihm stammen die „beiden Faltenbälge, beide Windladen, die Klaviaturen und Wellaturen, die Registerzüge, der Trompetbaß und wahrscheinlich – archivalisch nicht zu belegen – sämtliche Metallpfeifen.“
1965 nahm G. F. Steinmeyer & Co. eine Aufarbeitung des alten Orgelbestandes vor, bei der die im Prospekt stehenden Prinzipalpfeifen erneuert wurden. 1984 wurde die Orgel von dem Orgelbauer Peter Vier dann nach St. Ilgen versetzt. Bei dieser Gelegenheit wurde der alte hand- bzw. fußbetriebene Blasebalg zusätzlich wieder eingebaut.
Das Instrument verfügt über 10 Register.
| Manual C,D–c3           |       |
| Bordun                  | 8′    |
| Principal               | 4′    |
| Flöte                   | 4′    |
| Octav                   | 2′    |
| Quinte                  | 1 ⁄3′ |
| Superoctav              | 1′    |
| Mixtur II (ehemals III) | 1′    |

| Pedal C–c0  |    |
| Subbass     | 8′ |
| Octavbass   | 4′ |
| Trompetbass | 8′ |

- Tremulant
- Koppeln: I/P

Das Klangbild der Orgel ist nach Aussage des Kantors „typisch barock, mit spitzer Mixtur.“

### Waldkirch
Xaver Bernauer baute zusammen mit seinem Vater Blasius, der hier zum letzten Mal als Meister in Erscheinung trat, 1801 eine Orgel für die Pfarrkirche in Kappel, heute ein Vorort von Freiburg. Die Reste, die nach dem Bau einer neuen Orgel 1898–1900 verblieben waren, gelangten schließlich zu Bernd Sulzmann, der sie vor der Vernichtung rettete. Umfassend restauriert und spielbereit stand das Instrument ab 1971 in der Aula der Grundschule Ettenheim und seit 2003 befindet es sich im Orgelbauersaal der Waldkircher Orgelstiftung. Der originale Bestand beschränkt sich inzwischen aber auf das Gehäuse und die Windlade. Nach dem Vertrag mit der Kirchengemeinde war für 800 Gulden eine Orgel mit folgender Disposition zu erstellen („Die Gemeinde hat das ganze Werk auf ihre Kösten, von Stauffen nach Kappel führen zu lassen und zugleich H. Bernauer während der Zeit der Aufrichtung die Verköstigung zu reichen“):

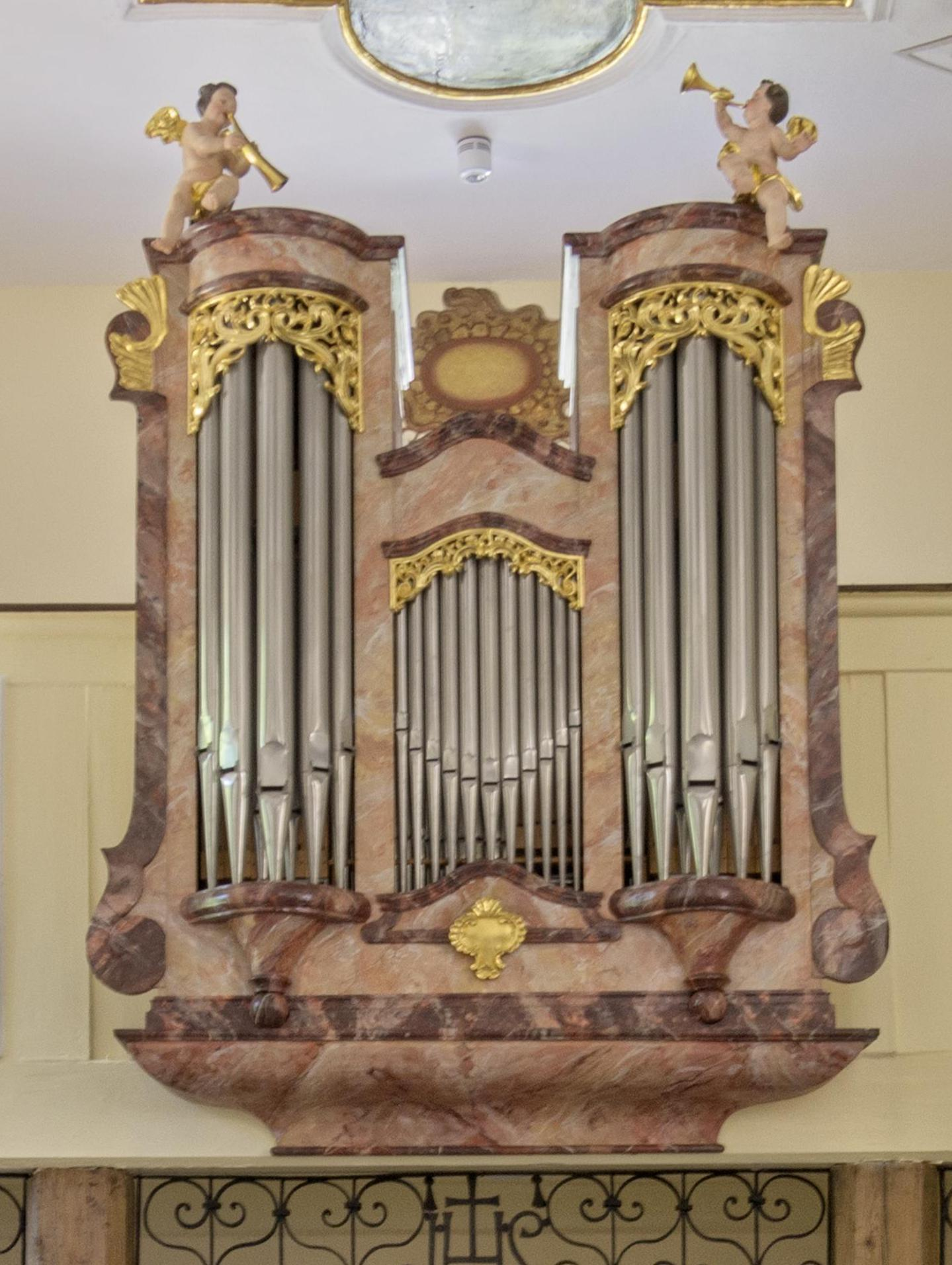
Orgel in der Giersbergkapelle

| Manual C–c3 |       |
| Bordun      | 8′    |
| Principal   | 4′    |
| Flöte       | 4′    |
| Octav       | 2′    |
| Quint       | 1 ⁄3′ |
| Cornet V    |       |
| Mixtur III  |       |
| Trompetbass | 8′    |

### Giersbergkapelle, Kirchzarten-Giersberg
Die Fassade der Orgel, die Xaver Bernauer wohl 1804/1805 gebaut hatte, ist erhalten. Die  Waldkircher Orgelbau Jäger & Brommer hat sie frisch restauriert 1992 vor ihre neue Orgel gestellt. Auf dem Gehäuse sind zwei Putten angebracht, Kopien nach Originalen Matthias Fallers in der Kirche des ehemaligen Klosters St. Peter.

### Kirchzarten
Von der 1804 erbauten Orgel für die Pfarrkirche St. Gallus ist nur noch das Gehäuse erhalten, doch auch die Original-Disposition ist bekannt.
| Manual C–d3 |    |
| Principal   | 8′ |
| Bordun      | 8′ |
| Principal   | 4  |
| Flöte       | 4′ |
| Quint       | 3′ |
| Octav       | 2′ |
| Cornet V    |    |
| Mixtur IV   |    |

| Pedal C–c0  |     |
| Subbass     | 16′ |
| Octavbass   | 8′  |
| Trompetbass | 8′  |
| Flötebass   | 4′  |

- Tremulant
- Koppeln: I/P

Der Orgelbauer Josef Merklin schrieb 1854: „Dieses Orgelwerk ist von einem guten Meister und die ganze Bearbeitungsart und technische Einrichtung ist gut, nur die Disposition der Register ist, wie man es vor 50 Jahren, als das Werk gebaut wurde, gemacht hat, nämlich es hat eine eigenthümliche Tonmischung in der Mixtur, und hat zu wenig sanfte Register.“ Bei dem Bau einer neuen Orgel 1936 durch Willi Dold wurden neben dem Gehäuse wenigstens die Holzpfeifen aus dem Pedal übernommen: Subbass, Octavbass und Flötbass. Als die Metzler Orgelbau das Instrument 1991 restaurierte, waren aber die Holzpfeifen des Subbasses für eine Weiterverwendung zu stark verwurmt und die anderen passten nicht in das Klangkonzept, sodass sie möglicherweise woanders Verwendung finden sollten; neben dem Gehäuse ist von Xaver Bernauer nur der Flötbass 4′ zum Teil erhalten, „für die Bernauer Forschung nicht unerheblich.“

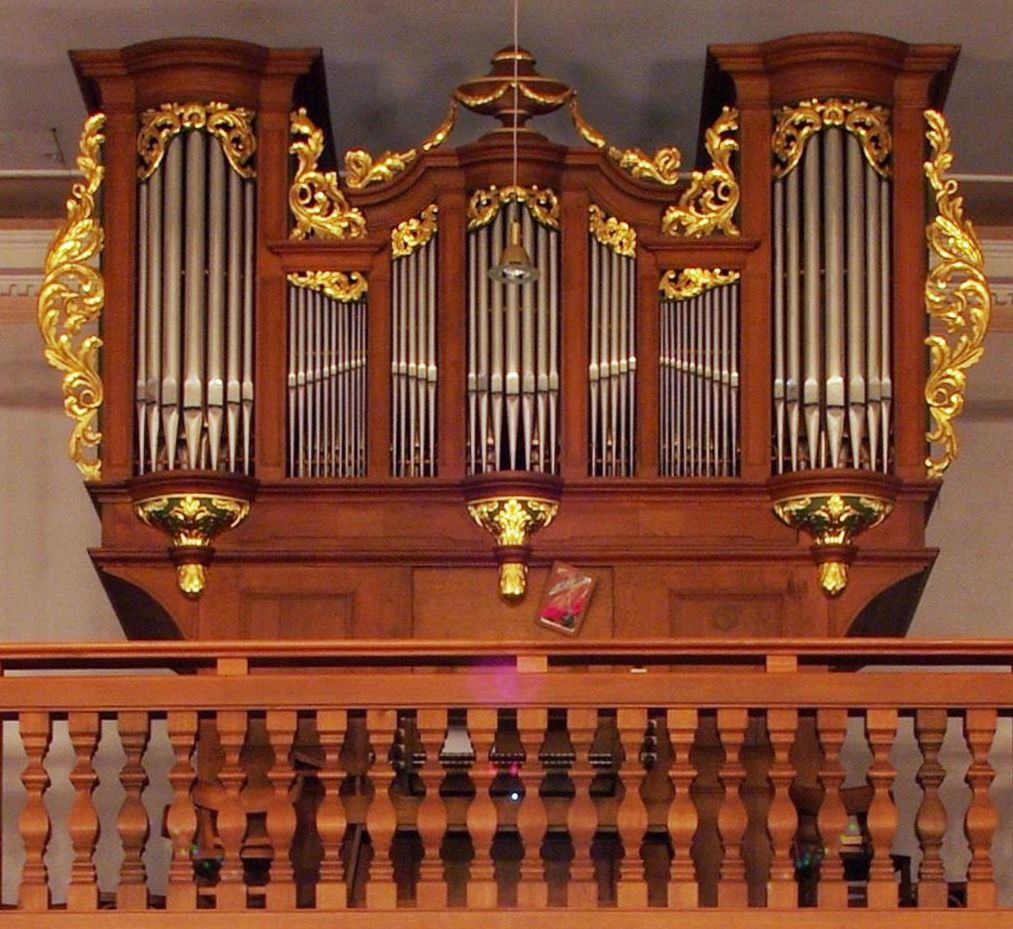
Orgelgehäuse in Hochdorf

### Hochdorf
Xaver Bernauers Orgel von 1804 für die Pfarrkirche St. Martin in dem heutigen Vorort von Freiburg ging 1913 bei einem Neubau verloren. Nur das „breit angelegte, heute wieder prächtig anzuschauende Orgelgehäuse in spätesten Barockformen blieb erhalten. Drei Inschrifttäfelchen künden dort noch von der Errichtung der 1. Orgel: ‚Xaver Bernauer Orgelbauer in Staufen.1804‘.“ Orgelbau Johannes Rohlf restaurierte das Gehäuse 1975 anlässlich des Einbaus einer neuen Orgel.

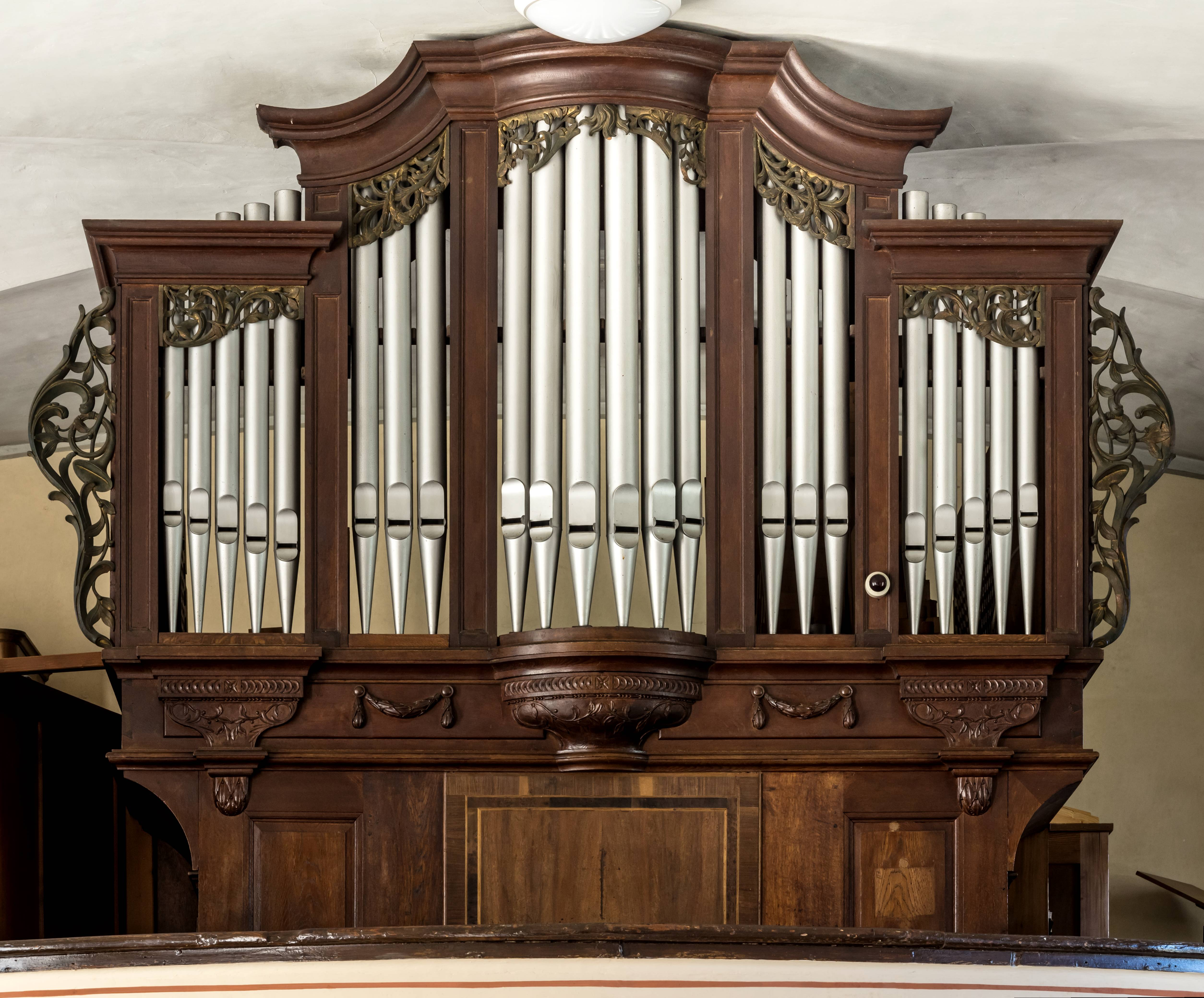
Das Orgelgehäuse in Wettelbrunn

### Wettelbrunn
Von Xaver Bernauers Orgel von 1808 hat sich in der Kirche St. Vitus nur das Gehäuse erhalten, das Sulzmann als nach einem „Modell“ von Johann Andreas Silbermann gestaltet ansieht, wie es dieser in Griesheim, St. Quirin oder Saverne verwirklicht hat. Allerdings ist auch die ursprüngliche Disposition bekannt:

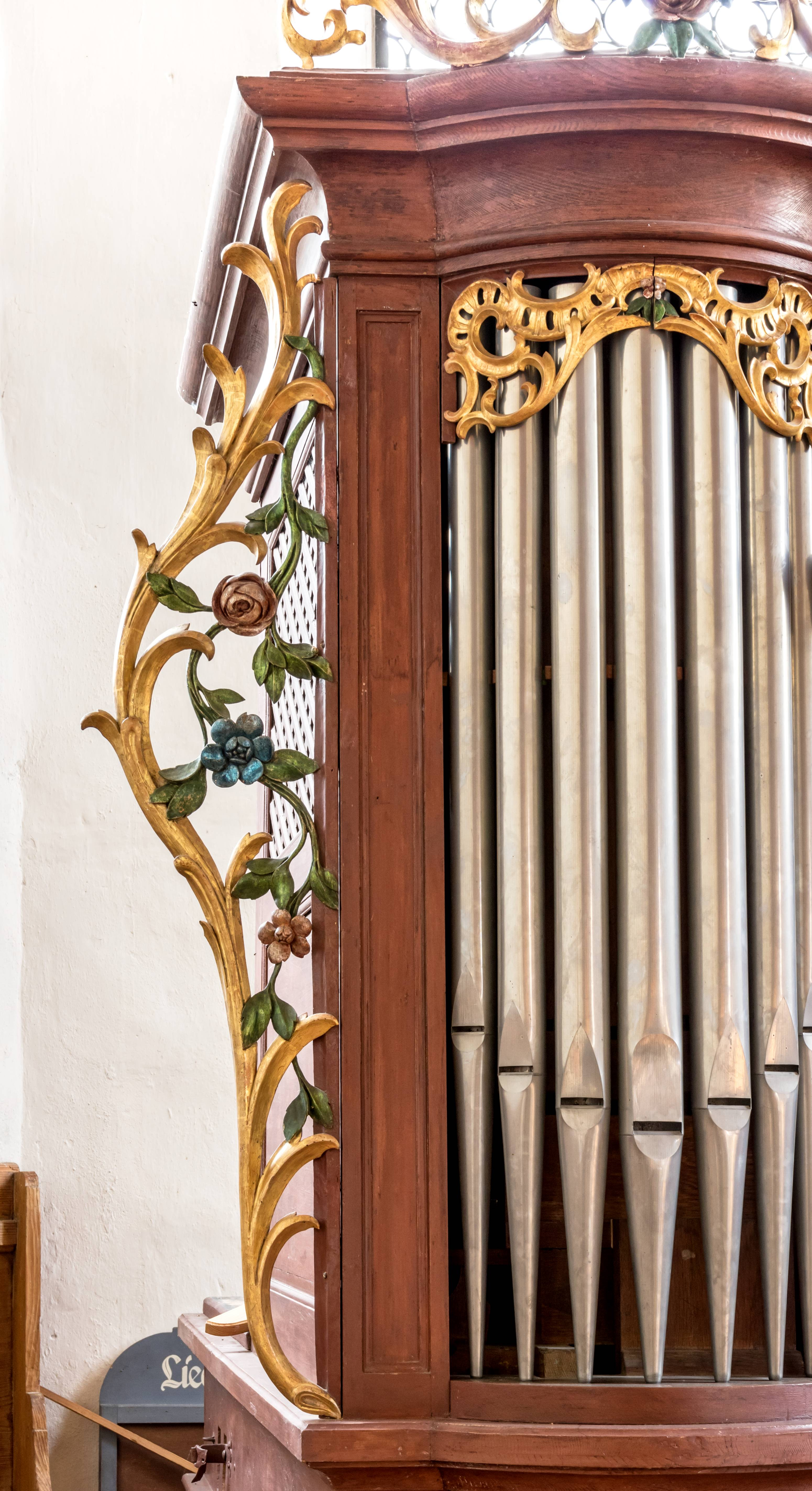
Teilansicht des Gehäuses in Fischingen mit den nicht mehr originalen Prospektpfeifen

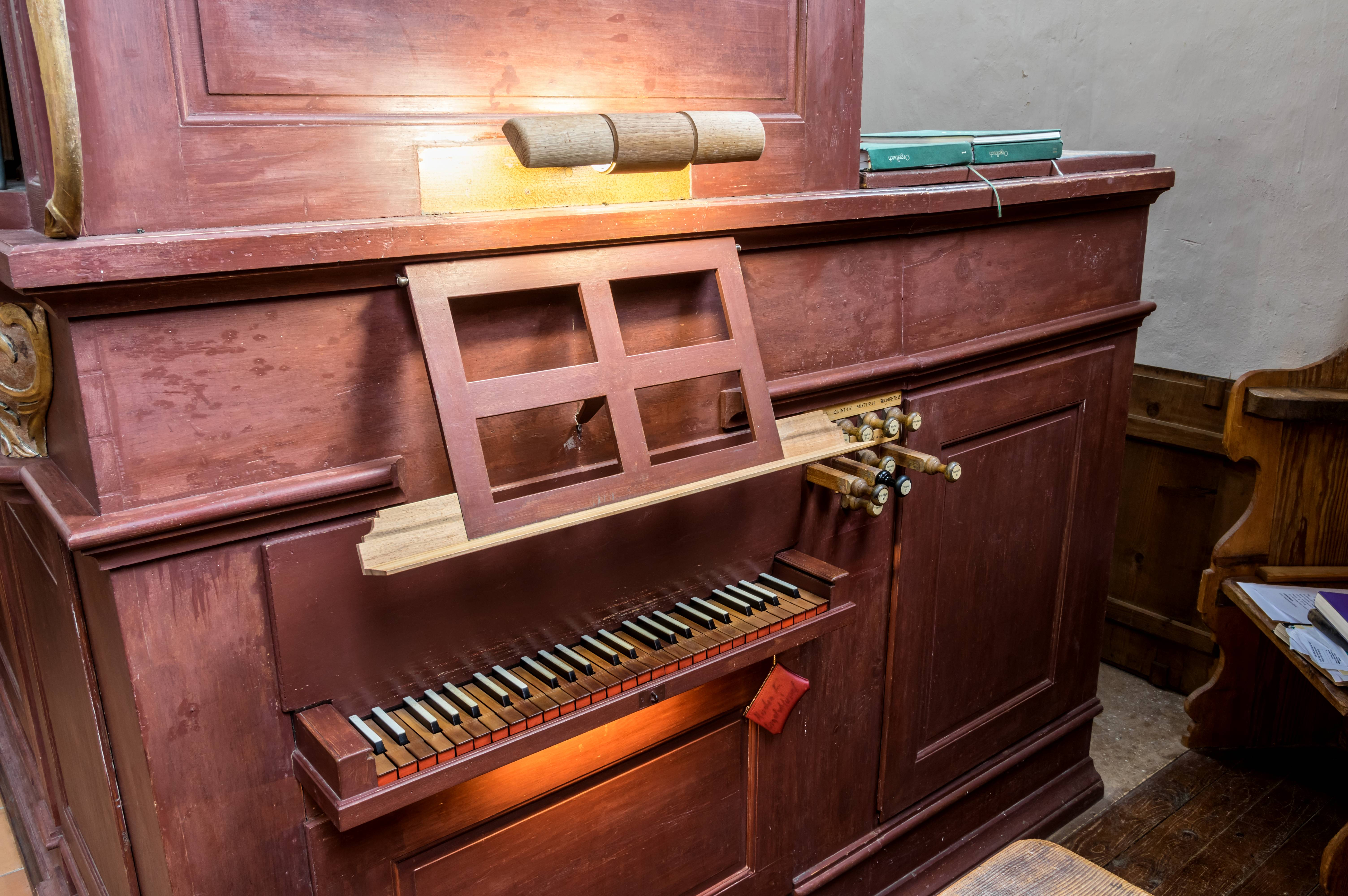
Die seitliche Spieleinrichtung in Fischingen

| Manual C–c3 |    |
| Bordun      | 8′ |
| Principal   | 4′ |
| Flöte       | 4′ |
| Quint       | 3′ |
| Octav       | 2′ |
| Cornet V    |    |
| Mixtur IV   |    |

| Pedal C–c0  |     |
| Subbass     | 16′ |
| Octavbass   | 8′  |
| Trompetbass | 8′  |

- Tremulant
- Koppeln: I/P

### Fischingen
Die 1810/1811 erbaute Orgel steht unter Denkmalschutz. 1950 wurde sie durch Eberhard Friedrich Walcker, Ludwigsburg, restauriert, 1971/72 noch einmal, von Peter Vier aus Oberweier. Bei dieser Gelegenheit wurde sie von der Empore in Chorraum versetzt. Sie besitzt eine mechanische Schleiflade, mechanische Spiel- und Registertraktur, ein seitlich an dem Instrument befindliches Manual, angehängtes Pedal und 8 Register. Damit entspricht sie dem „oberrheinischen Orgeltyp“, der „für eine Dorfkirchenorgel 8 – 15 Register bereitstellt und bei optimaler Mensuration (frei von jeglicher Einrede gottbegnadeter Experten) eine kaum zu überbietende, ausgewogene klangliche Aussage ermöglicht.“ Auch „Xavers kleine Orgel in Fischingen ist mit acht Registern durchdacht angelegt.“ Der Vertrag mit der Gemeinde über einen Kaufpreis von 635 Gulden wurde am 18. September 1810 abgeschlossen. Schon im November konnte die Orgel in Staufen abgeholt werden, weil sie bereits weitgehend vorgefertigt war. Sie ist das einzige fast vollständig erhaltene Instrument dieses Meisters.
| Manual C–c3 |    |
| Bordun      | 8′ |
| Principal   | 4′ |
| Flöte       | 4′ |
| Quint       | 3′ |
| Octav       | 2′ |
| Cornet V    |    |
| Mixtur IV   | 1′ |
| Trompete    | 8  |

### Sissach
Große, zweimanualige Orgeln waren am Oberrhein bis etwa 1800 den Klöstern vorbehalten, weil die Gemeinden sich vom Dreißigjährigen Krieg und den folgenden Kriegen noch nicht erholt hatten. So konnte Xaver Bernauer nur eine einzige Orgel mit zwei Manualen bauen, bezeichnenderweise für einen Ort in der Schweiz. Der Vertrag mit der reformierten Kirchengemeinde St. Jakob in Sissach wurde am 16. April 1818 zu einem Kaufpreis von 1588 Gulden geschlossen. Die Gemeinde war während der Bauzeit sehr misstrauisch und zahlte Vorschüsse an Xaver Bernauer nur sehr zögerlich aus, „denn es liefen allerley üble Gerüchte über ihn, als wäre er ein liederlicher Haushalter.“ Doch im Oktober 1820 kam „Orgelmacher Bernauer mit seinem Gesell und einem Lehrjungen. […] Er blieb dann allhier bis zur Einweihung der Orgel den 7. Oktober 1821. […] Somit hörte alles Misstrauen gegen Herrn Bernauer völlig auf.“
1957 hieß es: „Die jetzige alte Orgel, welche im spätgotischen Chor steht wurde gründlich geprüft und darf nicht mehr als taugliches Instrument angesprochen werden. Ihre Unzulänglichkeiten sind zu gross, als dass an eine Renovation mit klanglicher Auffrischung gedacht werden kann. Aus dieser Sachlage heraus kommt man eindeutig zu der Folgerung, dass ein neues Instrument innert nützlicher Frist erstellt werden sollte, soferne man nicht unerwünschte Störungen im Gottesdienst und Konzert riskieren will.“ Die Orgel stand deshalb im Chor der Kirche, weil man dort im Zuge ihres Aufbaus zusätzlich eine Empore installiert hatte, damit – bei obligatorischem Kirchenbesuch – niemand vor der Tür stehen musste. Da sich diese Situation 1965 geändert hatte, konnte die Chorempore wieder entfernt und die Orgel im Zuge der Restaurierung durch Orgelbau Kuhn auf die Empore im Kirchenschiff versetzt werden. Dabei wurde dann jedoch entschieden, nicht nur das Gehäuse, sondern auch die Prospektpfeifen zu erhalten, nämlich den Teil des Principals 8′, der im Prospekt der Orgel steht, und den Teil des Montre (Prinzipals) 4′, der sich im Rückpositiv befindet.
| Hauptmanual C–f3 |       |
| Principal        | 8′    |
| Bordun           | 8′    |
| Koppelflöte      | 8′    |
| Octav            | 4′    |
| Flöte            | 4′    |
| Nazard           | 3′    |
| Doublette        | 2′    |
| Cornet V         | 2′    |
| Mixtur III       | 1 ⁄2′ |
| Trompete         | 8′    |
| Dulciana         | 8′    |

| Nebenmanual C–f3 |    |
| Bordun           | 8′ |
| Montre           | 4′ |
| Doublette        | 2′ |

| Pedal C–g0    |     |
| Bordun        | 16′ |
| Flötenbass    | 8′  |
| Oktavbass     | 4′  |
| Trompetenbass | 8′  |

- Tremulant
- Koppeln: I/P, I/II

### Staufen
„Der elende Zustand und gänzliche Zerfall unserer Orgel“ machte es nach Meinung des Pfarrers schon 1817 erforderlich, „nicht nur auf Herstellung unserer Neuen Orgel zu deuten, sondern sogleich alle mögliche Anstalt hiezu zu machen. Da unser Mitbürger, X. Bernauer ein geschickter Orgelmacher ist, so könnte auch ein braves Werk von ihm erwartet“ werden. Zum Vertragsschluss kam es aber erst 1828. Wegen der zweifelhaften Vermögenssituation des Orgelbauers wurde „beschlossen, dem Orgelbauer Bernauer alle nothwendigen Materialien zur Orgel als Holz, Zinn, und Leder aus der Stadt Casse, oder dem vorräthigen Orgelgeld anzuschaffen, und ihm wöchentlich einen Arbeitslohn, der mit seinen Ausgaben im Verhältnis steht auszuwerfen und auszubezahlen“. Zur Fertigstellung des Werks kam es nicht mehr, doch ist aus dem Pfarrarchiv die geplante Disposition der Orgel bekannt.
| Manual     |        |
| Principal  | 8′     |
| Bordun     | 8′     |
| Salicional | 8′     |
| Octav      | 4′     |
| Rohrflöte  | 4′     |
| Quinte     | 3'     |
| Doublette  | 2′     |
| Cornett    | 2′     |
| Mixtur     | 1 ⁄2′′ |
| Trompete   | 8′     |
| Dulciana   | 8′     |

| Pedal         |     |
| Subbass       | 16′ |
| Oktavbass     | 8′  |
| Flötenbass    | 4′  |
| Trompetenbass | 8′  |
| Clairon       | 4'  |

## Würdigung
Bernd Sulzmann sieht Xaver Bernauer als Opfer der politischen Veränderungen infolge der Französischen Revolution, die es ihm schon in jungen Jahren nicht möglich gemacht hätten, solide ein eigenes Geschäft aufzubauen. Da er zu billig arbeitete und den Vater miternähren musste, konnte er keine Reichtümer sammeln. „Wie es bey vielen Künstlern der Fall ist“, schrieben 1827 Pfarrer und Bürgermeister von Staufen, kam er „aus dem Grunde, weil er mehr auf gute dauerhafte Arbeit, als auf seinen Nutzen sah, und daher an manchen Accorden Einbußen machte, in Vermögensverfall.“ Bernd Sulzmann fasst seine Bewertung der beiden Meister Bernauer zusammen: „Es wird der Nachwelt immer unbegreiflich bleiben, wie diese Künstler in ihrer Armut billige und gediegene Instrumente liefern konnten, die heute noch entzücken,“ wobei Xaver Bernauer seinen Vater als Künstler noch übertroffen habe.

## Werkliste
Neben Reparaturarbeiten und Neubauprojekten, die nicht zu Aufträgen geführt haben, listet Bernd Sulzmann die von Xaver Bernauer neu gebauten Orgeln auf:
| Jahr          | Ort          | Kirche                         | Bild | Manuale | Register | Bemerkungen |
| ------------- | ------------ | ------------------------------ | ---- | ------- | -------- | --- |
| 1795          | Blansingen   | Peterskirche                   |      | I/P     | 11       | Nicht erhalten |
| 1797/1798     | Wehr         | St. Martin                     |      |         |          | Nicht erhalten |
| 1797/1799     | Egringen     | Evangelische Kirche Egringen   |      | I/P     | 12       | Nicht erhalten → Orgel |
| 18..          | Häg          |                                |      |         |          | Nicht erhalten |
| 1800          | Sulzburg     | St. Cyriak                     |      | I/P     | 10       | Die überwiegend erhaltene Orgel, deren Gehäuse nicht von Xaver Bernauer stammt, befindet sich seit 1974 in der Kirche St. Ägidius in St. Ilgen                                             |
| 1801          | Kappel       | St. Peter und Paul             |      | I       | 8        | Die letzte Orgel, bei der auch Blasius Bernauer noch als Mitarbeiter nachzuweisen ist. Gehäuse und Windlade sind erhalten. Heutiger Standort: Orgelbauersaal der Waldkircher Orgelstiftung |
| 1804          | Hochdorf     | St. Peter und Paul             |      |         |          | Gehäuse ist erhalten, Neubau Rohlf 1975 → Orgel |
| 1804/1805 (?) | Kirchzarten  | Giersbergkapelle               |      |         |          | Fassade ist erhalten |
| 1804/1805     | Kirchzarten  | St. Gallus                     |      | I/P     | 12       | Gehäuse und ein Teil vom Flötbass 4′ sind erhalten → Orgel |
| 1807          | Steinenstadt | St. Barbara                    |      | I/P     | 12       | Nicht erhalten |
| 1808          | Wettelbrunn  | St. Vitus                      |      | I/P     | 11       | Gehäuse erhalten → Orgel |
| 1809/1810     | Todtnau      | St. Johannes der Täufer        |      | I/P     | 12       | Nicht erhalten |
| 1810          | Fischingen   | Evangelische Kirche Fischingen |      | I/p     | 8        | Vorgefertigte Orgel, fast vollständig erhalten → Orgel |
| 1813 (?)      | Basel        | St. Alban                      |      |         |          | Nicht erhalten |
| 1813          | Grunern      | St. Agatha                     |      | I       | 11       | Nicht erhalten |
| 1816          | Schlatt      | St. Sebastian                  |      |         |          | Nicht erhalten |
| ca. 1817      | Basel        | Martinskirche                  |      |         |          | Nicht erhalten |
| 1818/1821     | Sölden       | St. Fides und Markus           |      |         |          | Nicht erhalten |
| 1818/1821     | Sissach      | St. Jakob                      |      | II/P    | 17       | Einzige zweimanualige Orgel von Xaver Bernauer. Das Gehäuse und die Prospektpfeifen sind erhalten                                                                                          |
| 1818/1819     | Todtnauberg  | St. Jakobus der Ältere         |      | I       | 5        | Nicht abgeschlossen, nicht erhalten |
| 1828/1831     | Staufen      | St. Martin                     |      | I/P     | 16       | Nicht fertiggestellt, nicht erhalten |